# Запольяи, Иштван
Иштван (Стефан) Запольяи, граф Сепеш (венг. Szapolyai István; ум. 23 декабря 1499, г. Папа) — венгерский магнат, воевода Трансильвании, наместник короля Венгрии Матьяша I в Силезии, Лужице и Австрии, палатин Венгерского королевства (1492—1499).

## Биография
Представитель знатного рода венгерских и хорватских феодалов Запольяи. Сын Владислава Запольяи, владельца Шоймоша, младший брат Имре и Миклоша Запольяи.
Воспитывался в замке Корвинов — Хуньяди при дворе Яноша Хуньяди, а позже его сына Матьяша I. С 1464 года владел Спишским Градом, самым большим замка Словакии.
Был капитаном (комендантом) Эстергомской крепости, после чего сделал большую карьеру. Выступал против избрания Владислава III (Уласло) королём Венгрии в 1440 году, поддерживал кандидатуру другого Ягеллона.
В 1453 году стал гетманом Верхней Венгрии (как в то время официально именовалась Словакия). В 1474—1481 годах был наместником короля Матьяша Корвина в Силезии и Лужице, в 1473—1478 и 1486—1499 гг. — жупаном Тренчинским.

## Семья
Третьим браком был женат на княжне Ядвиге Цешинской (1469—1521), дочери князя Пшемыслава II и Анны Мазовецкой. От этого брака родились:
- Янош I Запольяи (1487—1540), король Венгрии (1526—1540)
- Дьёрдь Запольяи (ок. 1488—1526), жупан Спиша
- Барбара (Варвара) (1490/1495 — 1515), королева Польши и Великая княгиня литовская, первая жена Сигизмунда I